# 安樂門街遊樂場

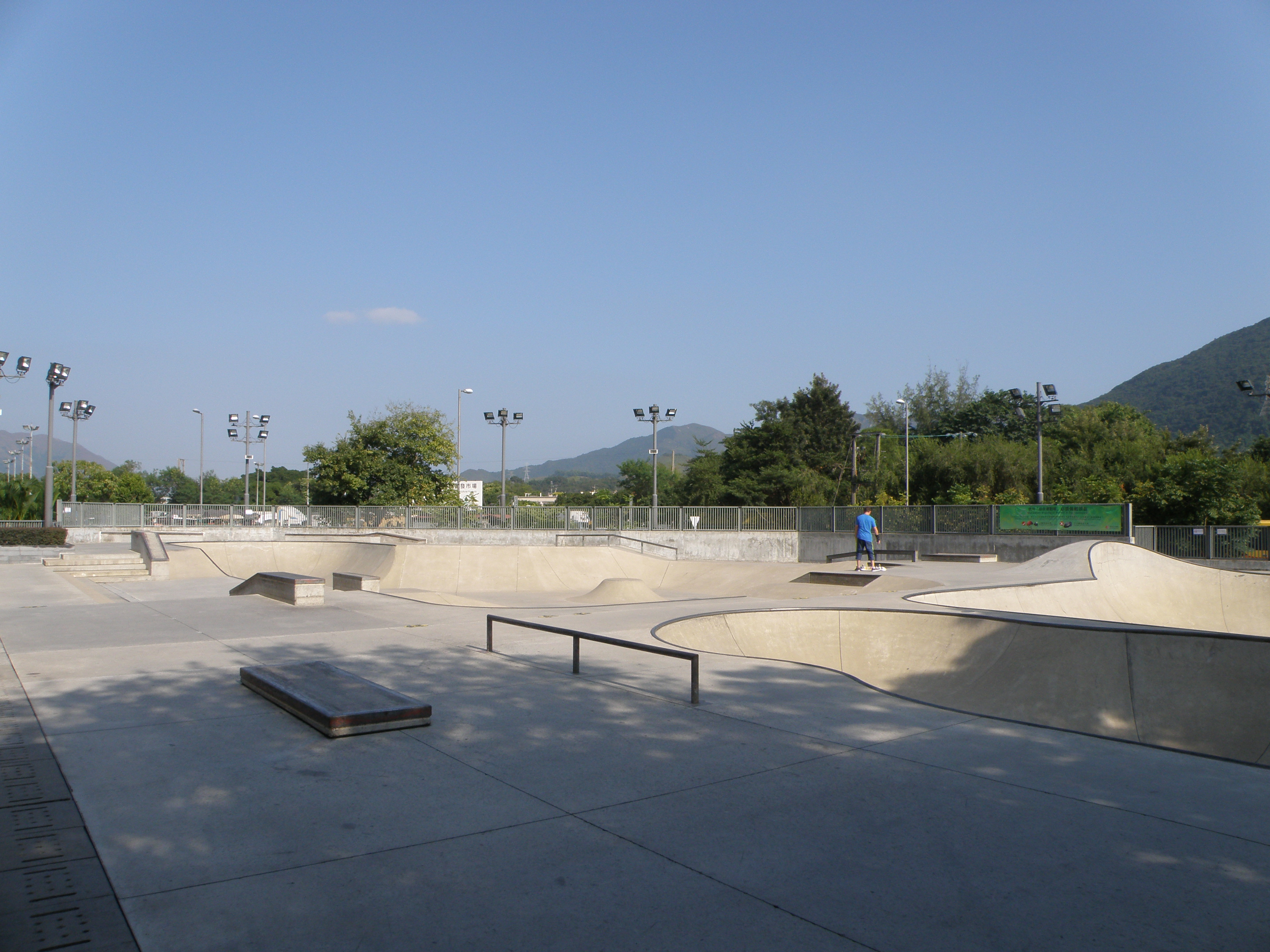
安樂門街遊樂場極限運動設施

安樂門街遊樂場（英語：On Lok Mun Street Playground）位於香港新界北區粉嶺安樂門街，耗資2100萬元興建，於2011年11月開放，由康樂及文化事務署管理。為配合粉嶺繞道（東段）的建造工程，安樂門街遊樂場原址將於2023年2月6日起永久關閉，市民可使用鄰近的安福街遊樂場。新的安樂門街遊樂場將設置於原址北面約150米，工程預計於2023年年底完成，並已於2025年4月12日啟用。

## 設施
場內設有三組大小、高度、造型不一的碗形設計滑板場，只准許使用滑板、小輪車及直排滑輪。

## 鄰近
- 安福街遊樂場

## 相關參見
- 香港公園列表